# Opstand van Klaksvík

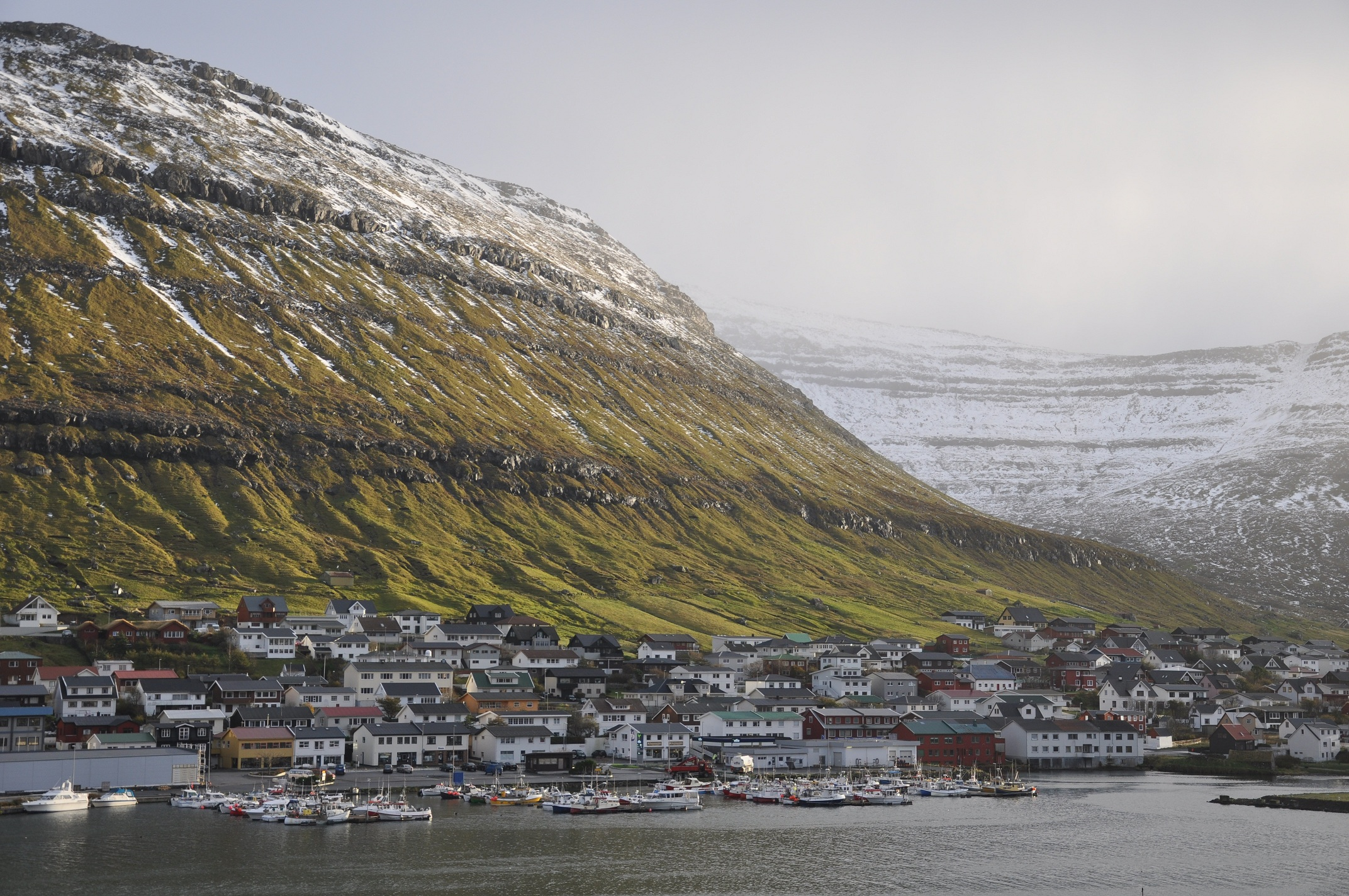
Klaksvík in de Faeröer

De Opstand van Klaksvík (Faeröers: Klaksvíksstríðið) was een politieke rel die in het jaar 1955 uitbrak in Klaksvík op het eiland Borðoy in de Faeröer. Aanleiding voor het conflict was het ontslag van Olaf Halvorsen, een arts van het plaatselijke ziekenhuis die in opspraak was gekomen wegens zijn lidmaatschap van Danmarks Nationalsocialistiske Arbejderparti tijdens de Tweede Wereldoorlog. Deze zet werd door de Faeröerders als Deense inmenging in de lokale politiek ervaren, hetgeen geleidelijk aan tot een gewapende volksopstand met diverse schermutselingen leidde.

## Gebeurtenissen
Anno 1953 sleepte de directie van het algemene Deense artsenverbond, Den almindelige danske Lægeforening, de in het ziekenhuis van Klaksvík werkzame arts Olaf Halvorsen voor de rechtbank; hij had zich tijdens de oorlog aangemeld als geneesheer voor de SS aan het Oostfront. De rechtszaak was met een ernstige vermaning geëindigd, maar er was volgens de rechtbank geen grond om de dokter te schorsen of hem andere tuchtmaatregelen op te leggen, ofschoon hij verplicht was de proceskosten van 601,50 kronen te betalen. Dat laatste had Halvorsen geweigerd in te willigen, en dientengevolge was hij door het artsenverbond uitgesloten, hetgeen het hem onmogelijk had gemaakt een betrekking in een Deens ziekenhuis te krijgen. In plaats daarvan was hij op 1 juli 1951 door het ziekenhuis van Klaksvík in de Faeröer als praktiserend arts aangesteld.
De gemengd Faeröers-Deense overheid in Tórshavn besloot desalniettemin in 1955, Halvorsen te ontslaan, vermoedelijk op grond van zijn oorlogsverleden, en in de plaats een Faeröerse arts met name Eivind Rubek Nielsen aan te stellen. Deze beslissing viel bij de inwoners van Klaksvík niet in goede aarde; een groot deel van de bevolking beschouwde het ontslag van de dokter als een Deense provocatie en een ongepaste inmenging door de Deense overheid in lokale Faeröerse aangelegenheden.
Teneinde het besluit uit te voeren, reisden op 21 april 1955 de rijksombudsman Niels Elkjær Hansen en andere vertegenwoordigers van de overheid naar Klaksvík. Hansen moest het overheidsbesluit officieel betekenen en aldus de gewraakte arts verwijderen. Dat werd evenwel verhinderd door ongeveer 100 misnoegde plaatselijke inwoners; zij beletten dat de ombudsman het besluit kon uitvoeren, verjoegen de afgevaardigden en achtervolgden hen door het stadje. De deputatie vluchtte noodgedwongen aan boord van het schip Tjaldur, dat zijn trossen doorsneed en een veilige haven in Fuglafjørður moest zoeken.
De autoriteiten riepen de hulp van Denemarken in: ’s anderendaags op 22 april voer een schip van DFDS vanuit Esbjerg naar de Faeröer, met aan boord de løgmaður Kristian Djurhuus, zes journalisten, ongeveer 50 kisten wapens en munitie, een politieauto, 120 politieagenten en zes politiehonden. Middelerwijl werd in Klaksvík een gewapende burgerwacht opgetrokken; de inwoners blokkeerden de ingang van de haven met een schip vol springstof, als teken dat ze klaar waren zich met geweld te verzetten.
Door de omstandigheden zag de Deense regering zich gedwongen de toenmalige minister van financiën, Viggo Kampmann, naar de Faeröer te sturen om in het conflict te bemiddelen. Een deel van het voorstel bestond erin dat Halvorsen voorlopig naar Denemarken zou reizen, hetgeen hij ook deed, en dat tevens twee Deense artsen aan het ziekenhuis van Klaksvík zouden worden aangesteld. Van Halvorsen werd weinig meer vernomen; hij moest zijn post voorlopig neerleggen, maar reageerde afwachtend.
Toen de praktijkperiode van een half jaar van de twee Deense artsen bijna verstreken was, ontbood de rijksombudsman de ziekenhuisdirectie op 23 september 1955 op een vergadering in Klaksvík. Toen de afgevaardigden omstreeks half acht op weg naar het ziekenhuis waren, werden ze belaagd en welhaast fysiek aangevallen door circa 150 mensen, die eisten dat de belofte van Viggo Kampmann zou worden nageleefd.
De regering in Denemarken moest wederom ingrijpen: op 28 september vertrok het fregat Rolf Krake vanuit Korsør met dertig politieagenten aan boord; het arriveerde op 1 oktober 1955 in Klaksvík, tezamen met de oorlogsschepen Skarven en Ertholm. In de tussentijd was Kampmann naar de Faeröer gevlogen, alwaar hij kon zien dat de situatie reddeloos verloren was. Toen de Rolf Krake Klaksvík naderde, poogden circa 100 jonge mannen door de versperringen heen te breken, waarop de politie met honden en matrakken de orde moest handhaven.
De eerste aanklachten waren op 24 oktober 1955 klaar, en op 15 november 1955 werden de vonnissen geveld. Van de 31 beklaagden werden allen behalve een veroordeeld, maar tegen 18 van deze vonnissen werd beroep aangetekend, waarop er 14 gehandhaafd bleven en 4 werden vernietigd.
Op 7 november 1955 werd een leegstaand huis opgeblazen dat door de politie gebruikt zou worden. Het huis van de løgmaður in Tvøroyri werd op 20 november met een machinegeweer beschoten — er werd evenwel niemand geraakt. Vóór het politiekantoor in Klaksvík werd op 22 november 1955 een bom tot ontploffing gebracht, waarbij niemand ernstig gewond geraakte. Geen van deze voorvallen is ooit opgehelderd.
Op 9 mei 1956 benoemde de ziekenhuisdirectie van Klaskvík Knud Seedorf tot nieuwe ziekenhuisarts, waarmee een eind aan het conflict kwam.